# Eroi senza gloria (romanzo)
Eroi senza gloria (Gloriuos Exploits) è un romanzo dello scrittore irlandese Ferdia Lennon, pubblicato nel 2024.
Accolto positivamente dalla critica, il libro ha vinto il Bollinger Everyman Wodehouse Prize ed è stato candidato al Nero Book Award. The Guardian lo ha inserito nella lista dei migliori romanzi del 2024. Inoltre, il libro è stato tradotto in diverse lingue, tra cui lo spagnolo, l'italiano, il francese, il tedesco e il ceco.

## Trama
Siracusa, 412 a.C. Dopo il fallimento della spedizione ateniese in Sicilia, gli ultimi soldati sopravvissuti di Atene muoiono lentamente di stenti nelle latomie. Gelone, un giovane vedovo con un grande amore per la tragedia greca e, in particolare, Euripide, decide di coinvolgere l'amico Lampo, disilluso e claudicante, in una particolare impresa: dato che il conflitto con Atene ha posto fine agli scambi culturali con la Grecia, Gelone decide di usare i prigionieri ateniesi per rappresentare due tragedia, Medea e Le troiane.
In cambio di cibo e acqua, i prigionieri riescono a ricostruire il testo delle due tragedia e cominciano le prove per le future rappresentazioni. Gelone e Lampo riescono a mettere insieme fondi per scenografie e costumi, anche grazie a un misterioso mercante fenicio, e Lampo comincia a lavorare duramente anche per permettersi di comprare  Lyra, una schiava di cui è innamorato e che corteggia da tempo. La loro impresa, però, non passa inosservata alle autorità locali e, in particolare, dai siracusani che hanno perso i propri cari nella guerra contro Atene.
Dopo grandi sforzi, Gelone e i prigionieri portano in scena con successo Medea, seguita immediatamente da Le troiane, mai rappresentata in Sicilia prima di quel momento. Tuttavia, la rappresentazione viene interrotta da una fazione di siracusani assetati di vendetta che uccide gran parte degli "attori" e ferisce gravemente Lampo. Dopo essersi ripreso, il giovane decide di salvare insieme a Gelone gli ultimi ateniesi rimasti, portandoli via dalle latomie e facendoli imbarcare per Atene. I due riescono nella missione, ma al suo ritorno a Siracusa Lampo scopre che Lyra è stata acquistata e portata via dal mercante fenicio. Quattro anni dopo, ad Atene, uno dei prigionieri delle latomie riesce a rintracciare l'anziano Euripide e a raccontargli la sua storia.

## Edizioni
- Eroi senza gloria, traduzione di Valentina Daniele, NN Editore, 2024, ISBN 9791255750369.